# Křížky (národní přírodní památka)

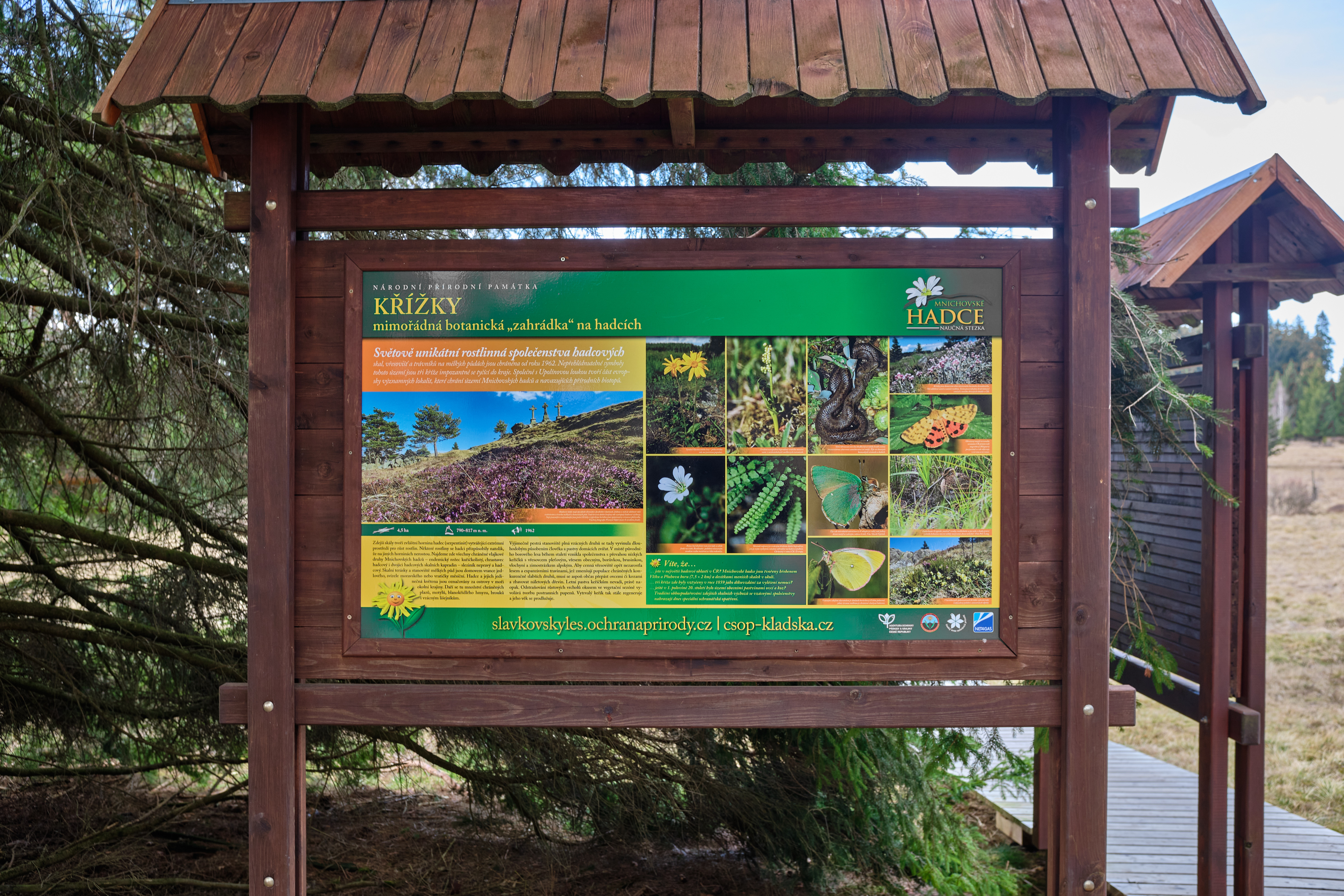
Informační tabule u NPP Křížky

Křížky je národní přírodní památka, byla vyhlášena 22. prosince 1962 Okresním národním výborem v Chebu, v roce 2017 byla Správou CHKO Slavkovský les přehlášena a mírně zvětšena. Nachází se v centrální části CHKO Slavkovský les u obce Prameny v okrese Cheb v Karlovarském kraji. Rozloha přírodní památky je 4,55 ha a leží v nadmořské výšce 790–817 m. Důvodem ochrany této lokality jsou vzácná rostlinná společenstva s mimořádně vysokým počtem vzácných a zákonem chráněných druhů rostlin. Geologickým podkladem lokality je hadec, podmiňující výskyt řady druhů rostlin vázaných svým výskytem pouze na tuto poměrně vzácnou horninu. Nejznámějším takovým druhem je jeden z nemnoha českých endemitů – rožec kuřičkolistý, jež roste pouze na území Mnichovských hadců.

## Lokalita
Území je součástí oblasti nazývané přírodovědci jako Mnichovské hadce – největší hadcové území v Česku. S hadcovým fenoménem a zdejší oblastí se návštěvníci mohou seznámit prostřednictvím asi 12 km dlouhé naučné stezky Mnichovské hadce spojující některá nejvýznamnější hadcová území Slavkovského lesa, kterými jsou například Pluhův bor, Dominova skalka a Křížky. Informační tabule naučné stezky jsou věnovány jedinečné hadcové květeně, vliv hadců na vegetaci a na minerální vody, historii využívání hadce a středověké stavbě Dlouhé stoky nedaleko Křížků.

## Historie
O vzniku křížů existuje několik legend. Ta nejznámější pověst tvrdí, že ony tři kříže nechali postavit místní nemocní (někdy jsou označováni jako tři bratři), jako poděkování za své uzdravení. Historické letopisy a hlavně vyprávění pamětníků tuto verzi ani náznakem nepotvrzují. O této verzi není jediný zápis a dnes ještě žijící pamětníci ji pak zcela odmítají jako podvrh. Trojice křížů, které tvoří dominantu vrcholku kopce, byla vztyčena v roce 1849.
Od roku 1979 byla na Křížcích vybudována naučná stezka přístupná lidem.
Původně bylo území využíváno jako obecní pastvina. Extenzivní pastva na chudém podkladu vytvořila vhodné podmínky pro rozvoj cenných a ojedinělých společenstev ovlivněných zdejším specifickým geologickým podkladem. V podstatě se dá soudit, že extenzivní vypásání odpovídající běžnému režimu obecní pastviny, bylo pro vytvoření chráněného fenoménu základní podmínkou. Bránilo vnikání dřevin z náletu a nadměrnému rozrůstání předlesních stadií, a udržovalo bylinný porost v strukturální podobě vyhovující ohroženým společenstvům i druhům, především rožci kuřičkolistému, jehož ochrana je hlavním úkolem nejen této NPP, ale i celé CHKO.

## Přírodní poměry

### Geologie
Území se nachází na mohutném hadcovém tělese v mariánsko-lázeňském metabazitovém komplexu, největší hadcové oblasti v Českém masivu. Hadec (serpentinit) je hornina, která vzniká přeměnou silně bazických vyvřelých hornin. Bývá tmavozelený až černozelený, může být i skvrnitý a někdy obsahuje žilky vláknitého serpentinu (vlákna bývají kolmá na stěny puklin). Hadec uvolňuje do půdy velké množství hořčíku, a tak zde nalezneme i rostliny, které tyto podmínky pro život snesou.

### Flora
Ze zvláště chráněných druhů rostlin je zřejmě nejvzácnější rostlinou v oblasti kriticky ohrožený (C1) endemický rožec kuřičkolistý (Cerastium alsinifolium), který roste zejména na vrcholcích skalek a skalních terásek, nebo ve štěrbinách mezi kameny. Dalším kriticky ohroženým druhem je sleziník hadcový (Asplenium cuneifolium) a svízel sudetský (Galium sudeticum), jehož taxonomická příslušnost na Mnichovských hadcích není dosud uspokojivě vyřešena. Mezi zvláště chráněné druhy rostlin v kategorie silně ohrožených rostlin (C2) patří sleziník nepravý (Aspleinum adulterinum). Z ohrožených druhů (C3) zde rostou prha arnika (Arnica montana), hvozdík lesní (Dianthus sylvaticus), prstnatec májový (Dactylorhiza majalis) vemeník dvoulistý (Platanthera bifolia), vřesovec pleťový (Erica carnea), vranec jedlový (Huperzia selago), vratička měsíční (Botrychium lunaria) a zimostrázek alpský (Polygala chamaebuxus).

### Fauna
Odlesněné skalky jsou domovem vzácných a chráněných, zejména bezobratlých živočichů. V lokalitě žijí např. žluťásek borůvkový (Colias palaeno). Z plazů zde najdeme zmiji obecnou (Vipera berus), užovku hladkou (Coronella austriaca), slepýše křehkého (Anguis fragilis) nebo ještěrku obecnou (Lacerta agilis).

## Ochrana

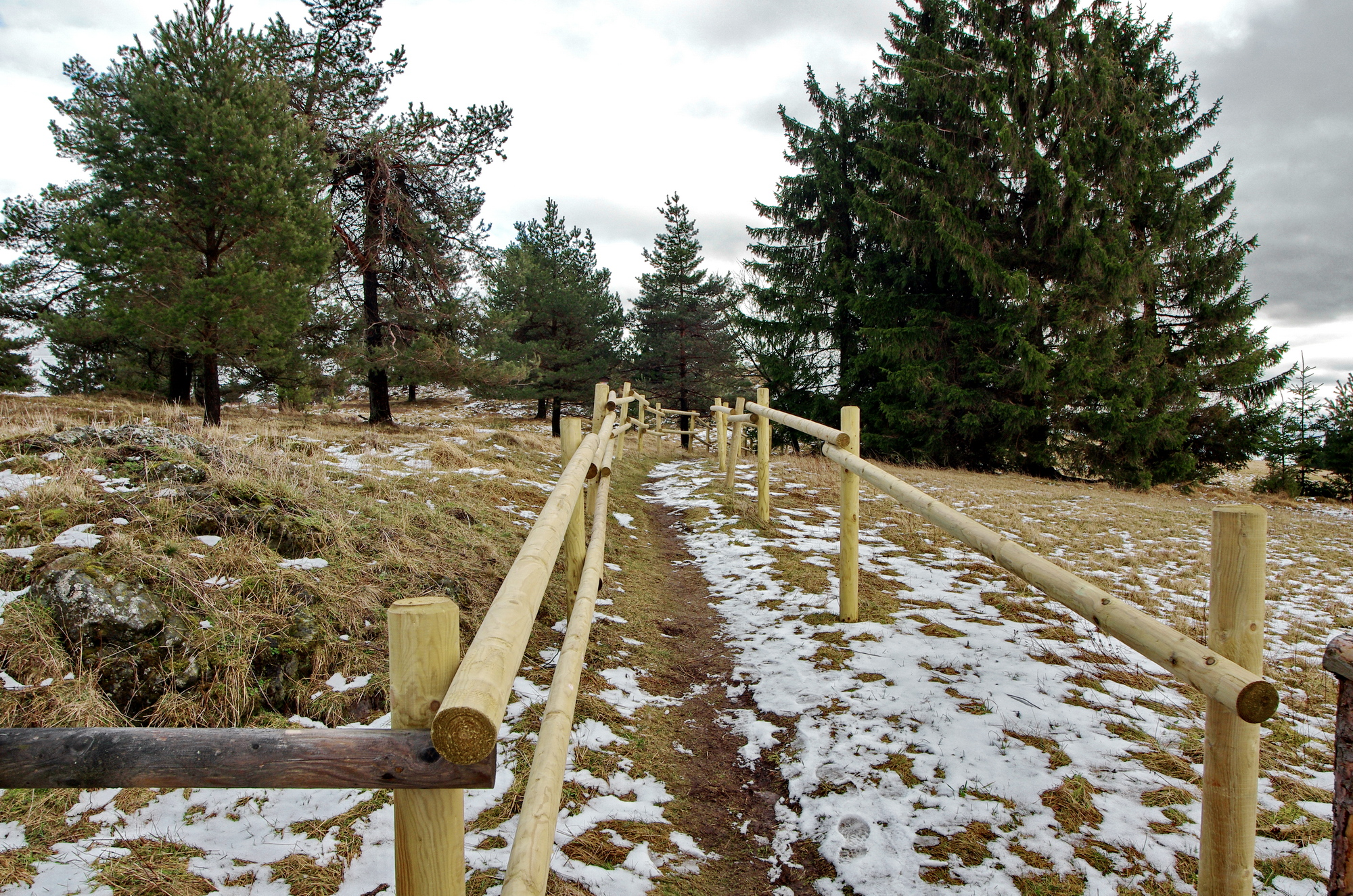
Ohrazená pěšina

O lokalitu pečuje AOPK ČR, Regionální pracoviště Správa CHKO Slavkovský les. Původní zdejší vegetací před příchodem člověka a jeho působením na krajinu byl řídký borový les s bohatým bylinným podrostem. Dlouhodobým využíváním zdejší krajiny (pravděpodobně již od 14. století) se vegetace přeměnila a vznikla jedinečná mozaika druhově velmi bohatých a specifických stanovišť. Cílem péče o lokalitu je zachování nelesního charakteru území, především vřesovištních a travinobylinných formací s endemickými a vzácnými druhy. Proto je zde nezbytné průběžně odstraňovat nálety dřevin, jinak by se území samovolně přeměnilo v les. Konkurenčně silné vysoké traviny, které ještě v nedávné minulosti nežádoucím způsobem omezovaly výskyt cílových druhů rostlin, jsou v území dlouhodobě potlačovány řízenou krátkodobou pastvou menšího stáda ovcí. Vybrané části území s travinnou vegetací se ručně kosí. V roce 2017 bylo kolem Křížků postaveno oplocení, jehož cílem je zamezení pastvy lesní zvěře, především nepůvodního jelena siky, který je v celé oblasti extrémně silně přemnožen. Pastva lesní zvěře silně negativně ovlivňovala především populaci vřesovce pleťového.

## Přístup
Koncem 70. let a v 80. letech bylo území oblíbeným výletním místem, sbíraly se zde brusinky, docházelo k plošnému sešlapu a územím vedla síť pěšinek. Od roku 1979 byla na Křížcích vybudována naučná stezka přístupná lidem. Místo bylo hojně turisticky navštěvováno, což sebou neslo poškozování předmětu ochrany, a proto byla stezka v roce 2001 zrušena a do území byl následně veřejnosti vstup zakázán. Po vybudování dřevěného oplocení, které zároveň slouží jako ohrada při pastvě ovcí, byl na jednom místě ohrady umístěn průchod, který umožňuje a usměrňuje vstup návštěvníků.
Na Křížky lze přijet po silnici z Nové Vsi na Prameny, případně v opačném směru od Pramenů. Ze silnice jsou dobře vidět, takže není složité je najít. Zaparkovat se dá kousek od nich u lesa.

## Galerie

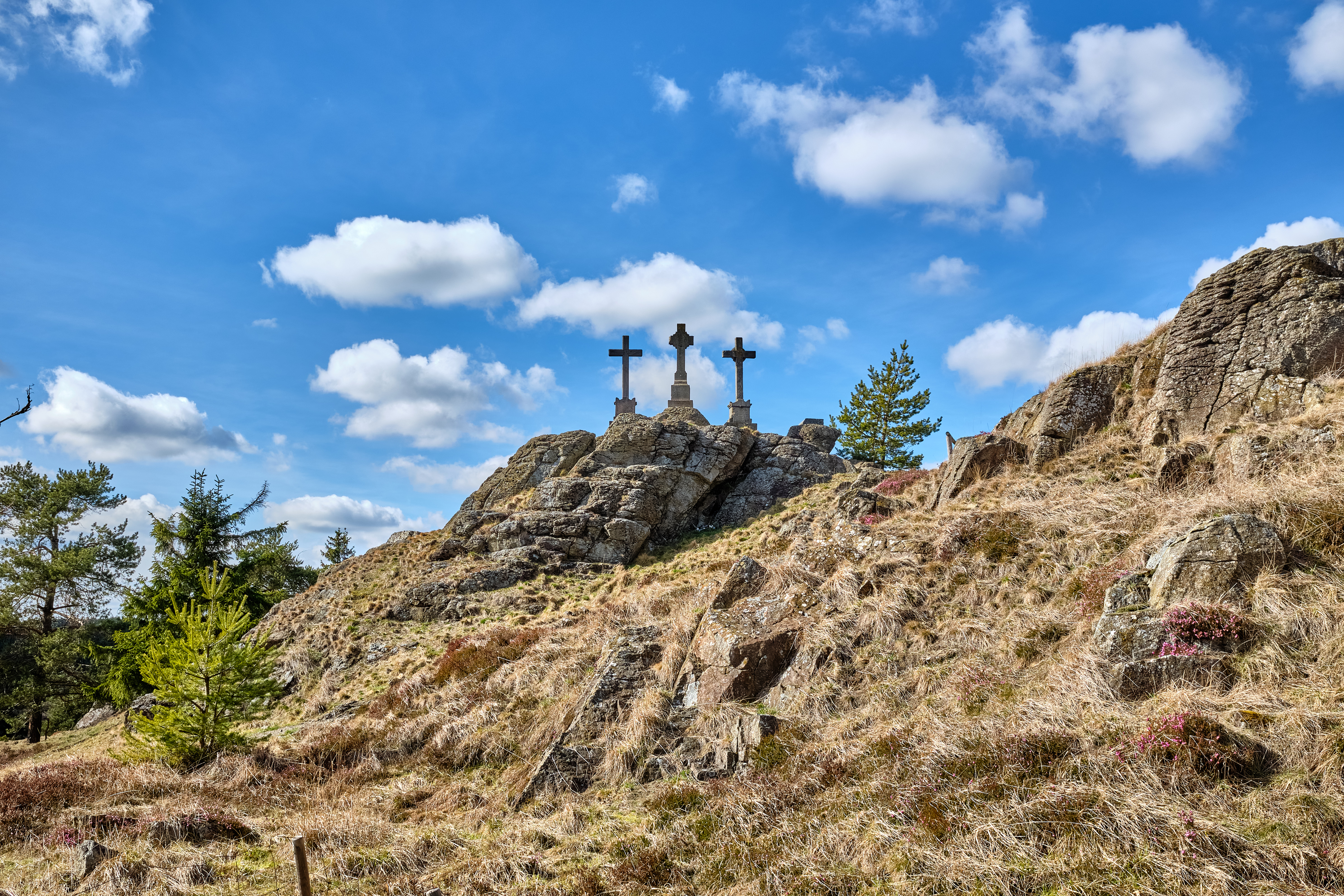
Hadcové podloží
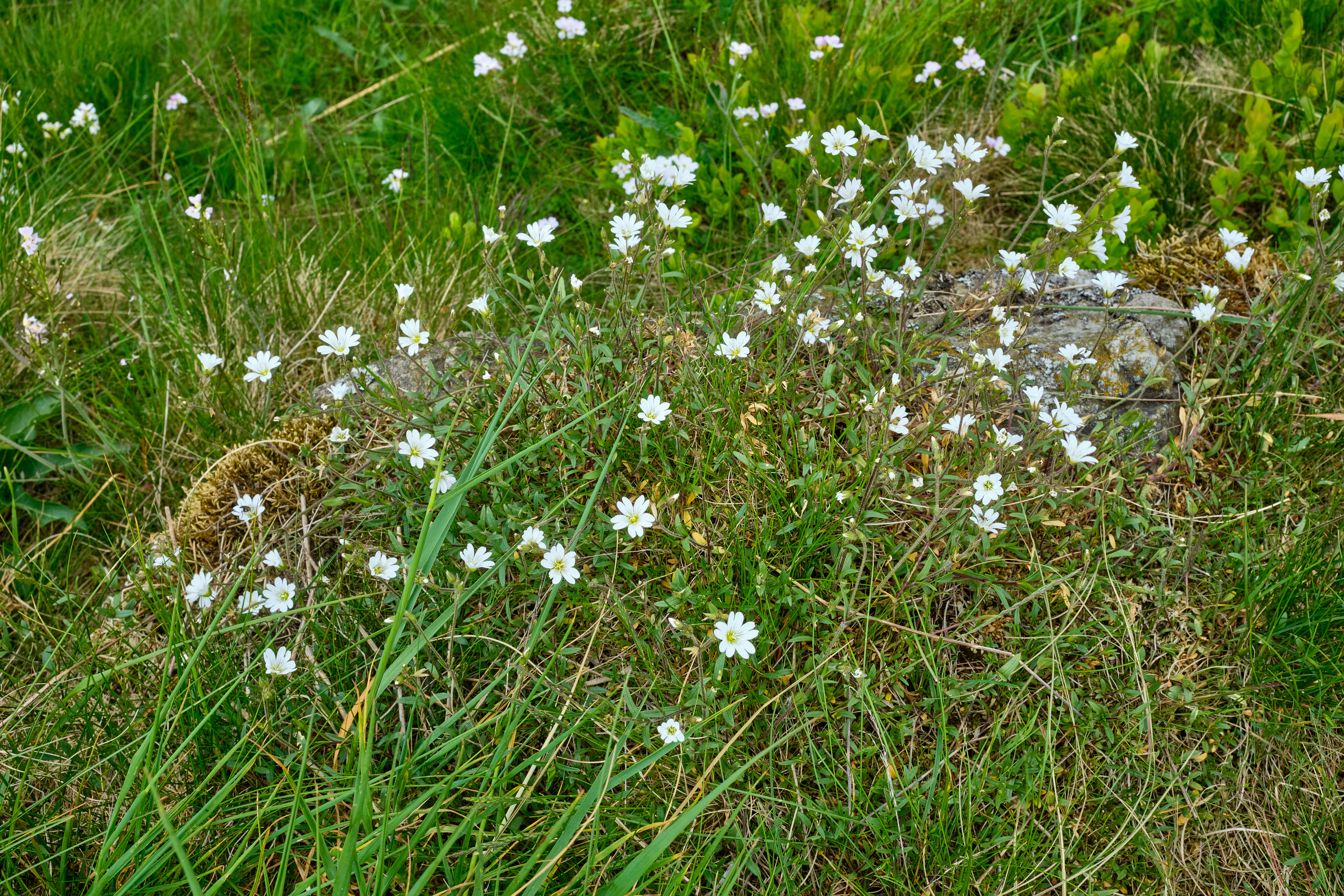
Rožec kuřičkolistý na lokalitě v květnu 2022
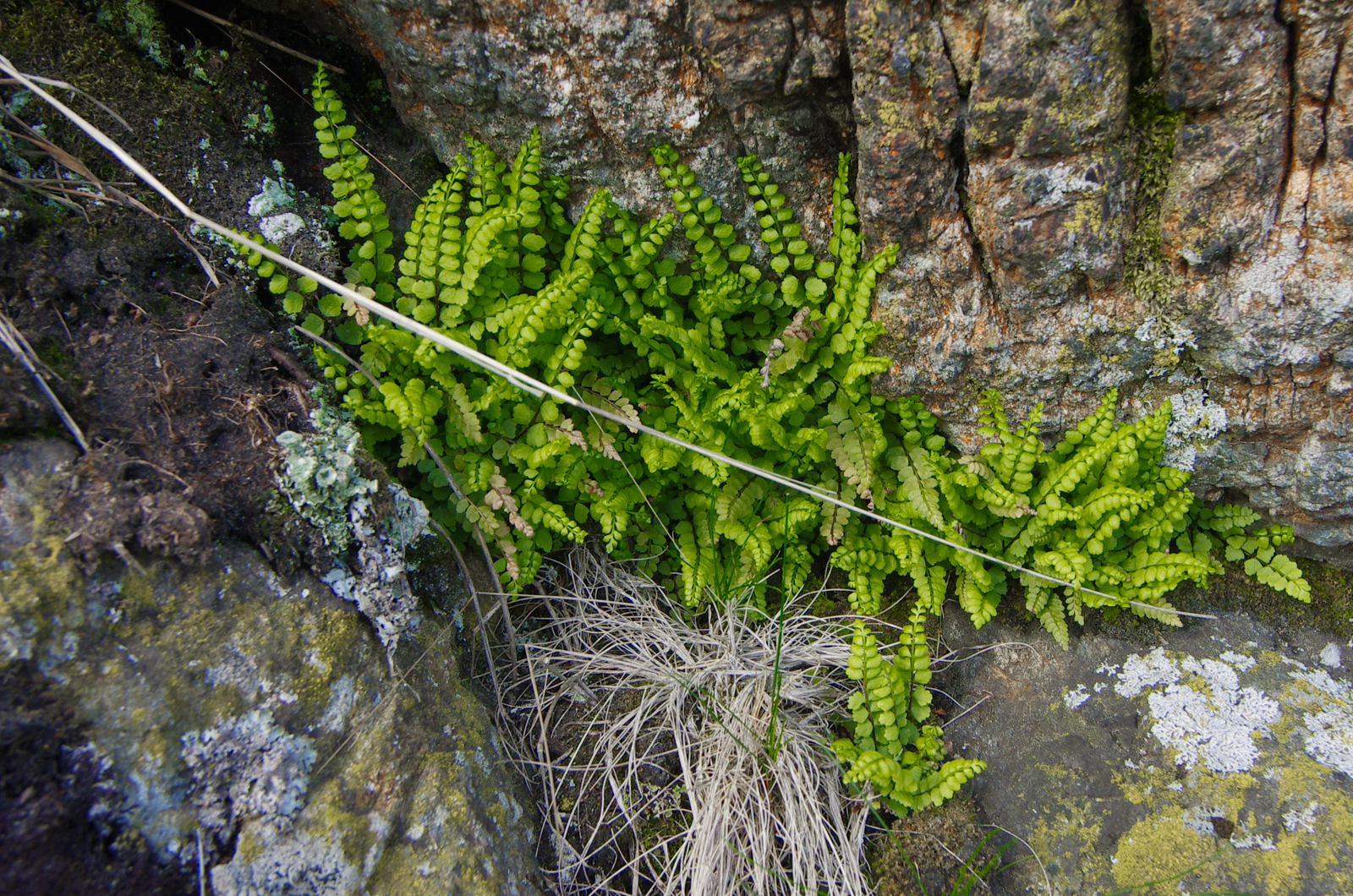
Sleziník nepravý na lokalitě v květnu 2014
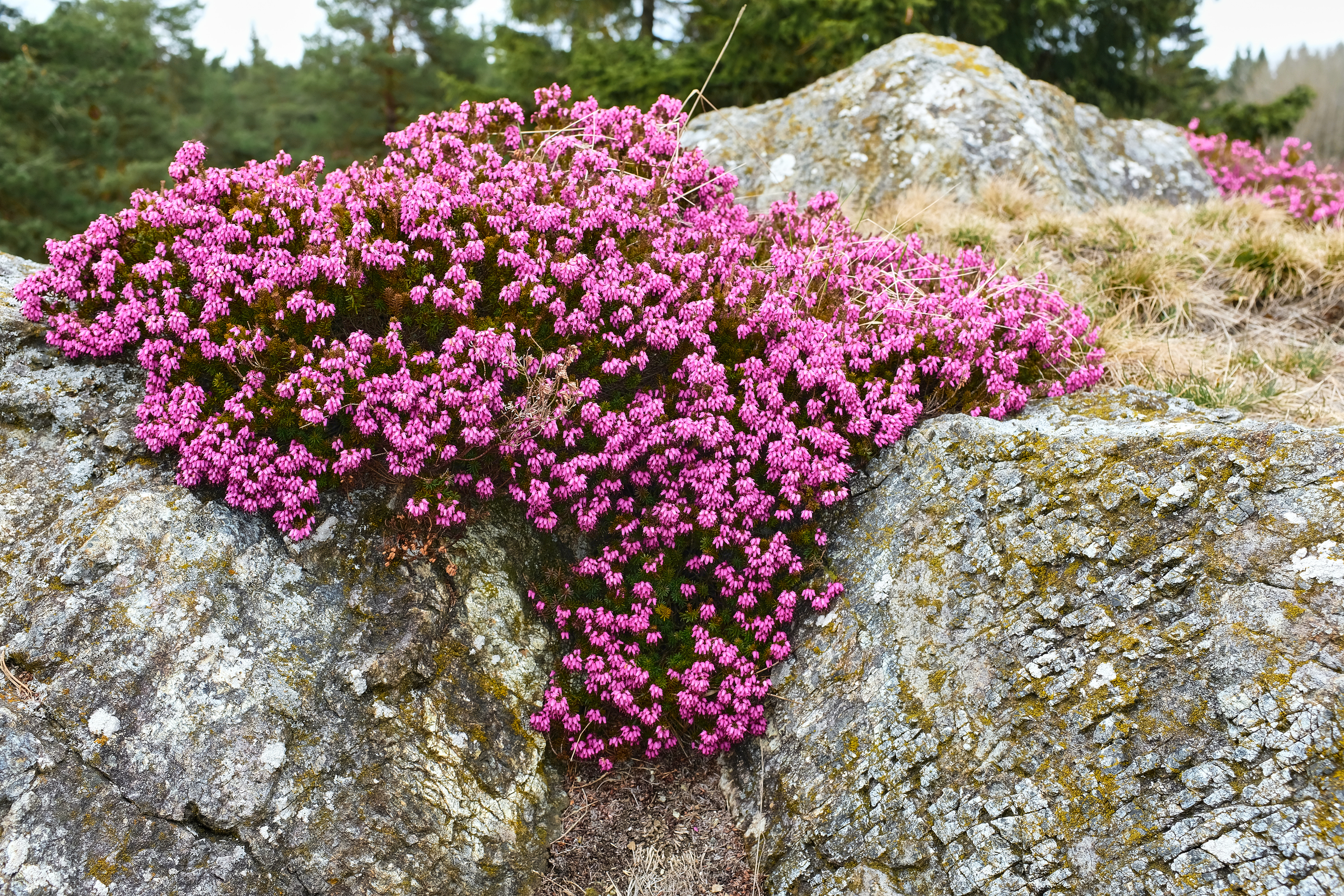
Vřesovec pleťový na lokalitě v březnu 2024
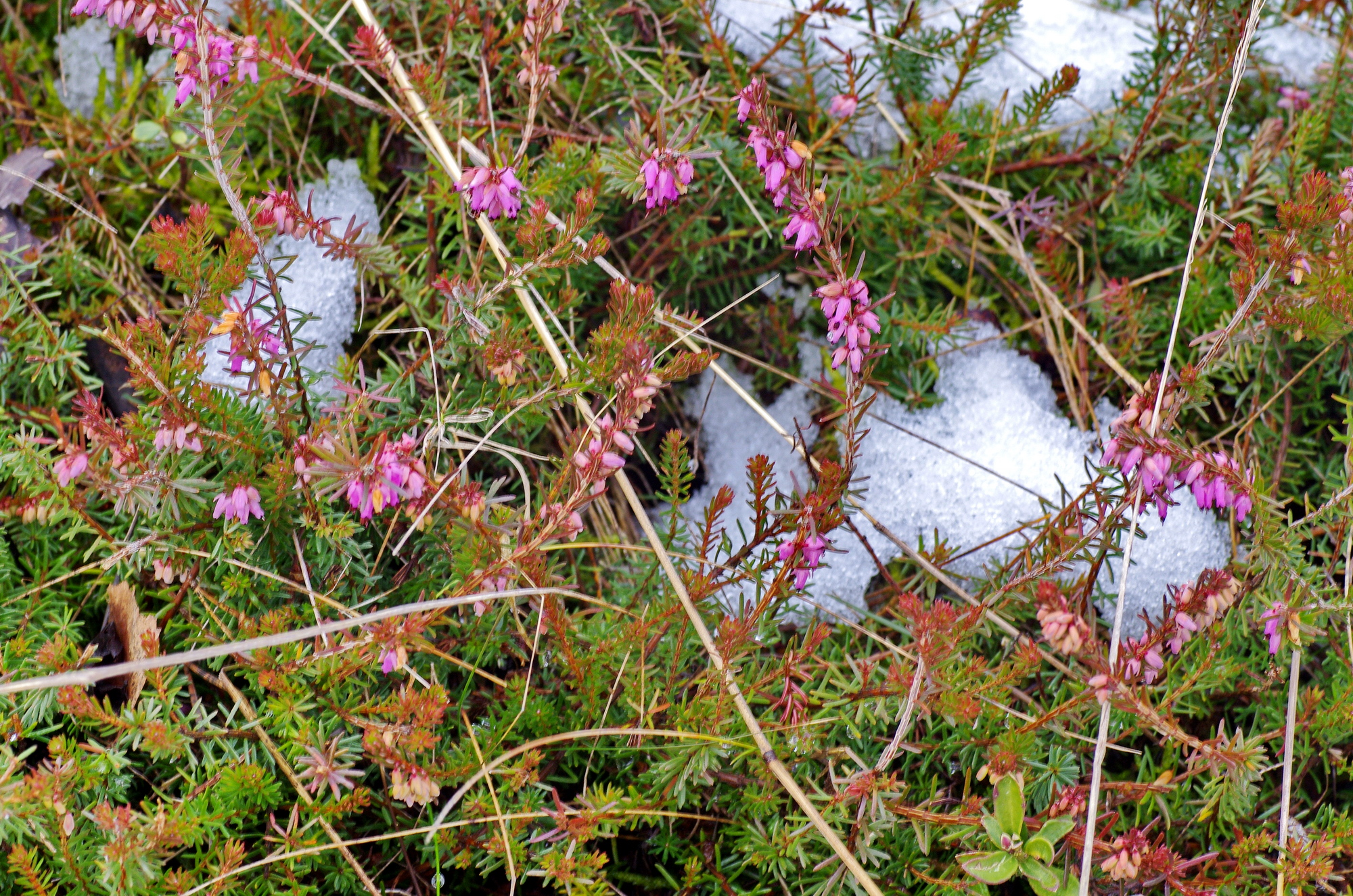
Vřesovec pleťový kvetoucí ve sněhu v únoru 2016
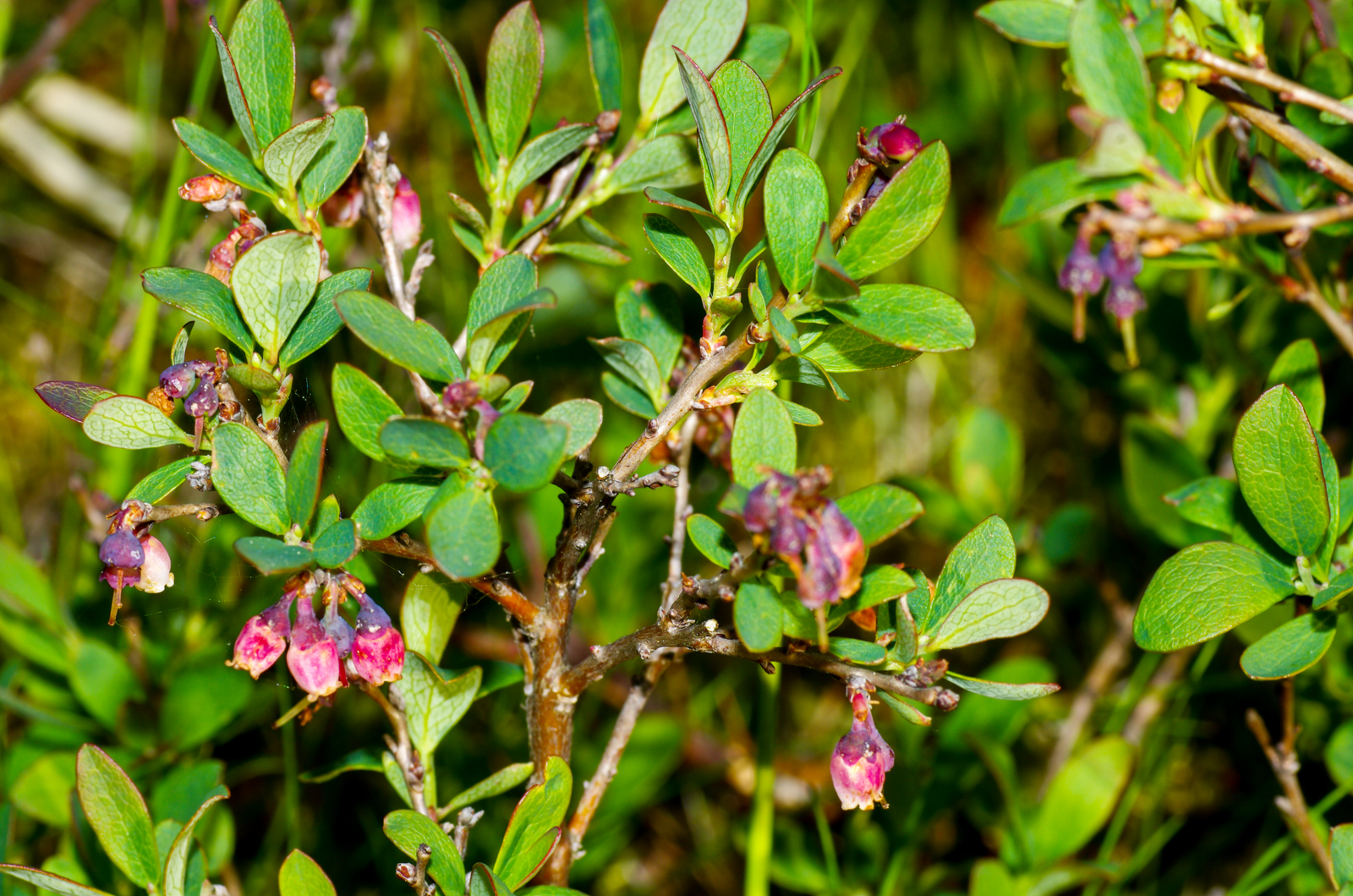
Vlochyně bahenní na lokalitě v květnu 2014
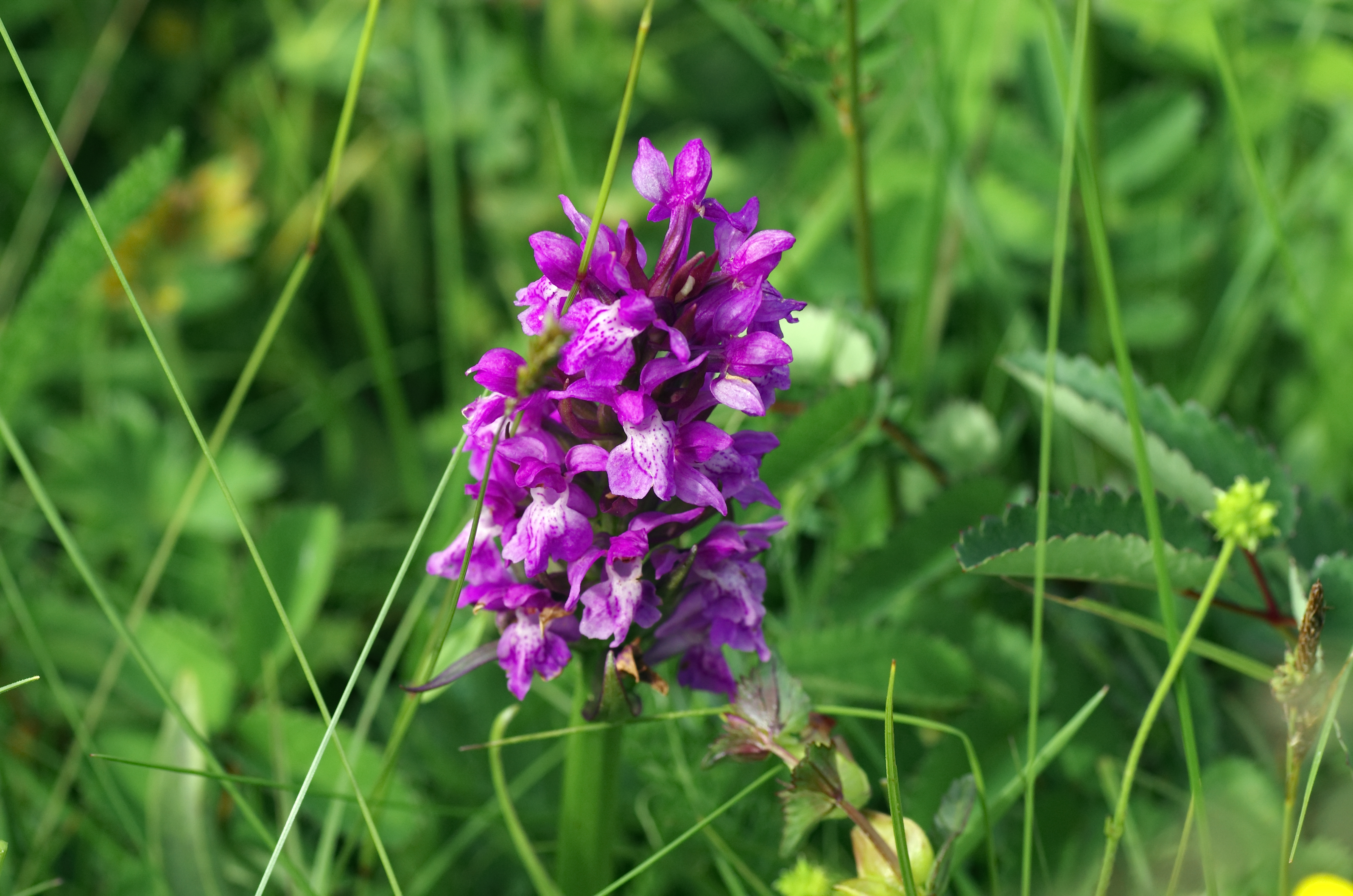
Prstnatec májový na lokalitě v červnu 2016
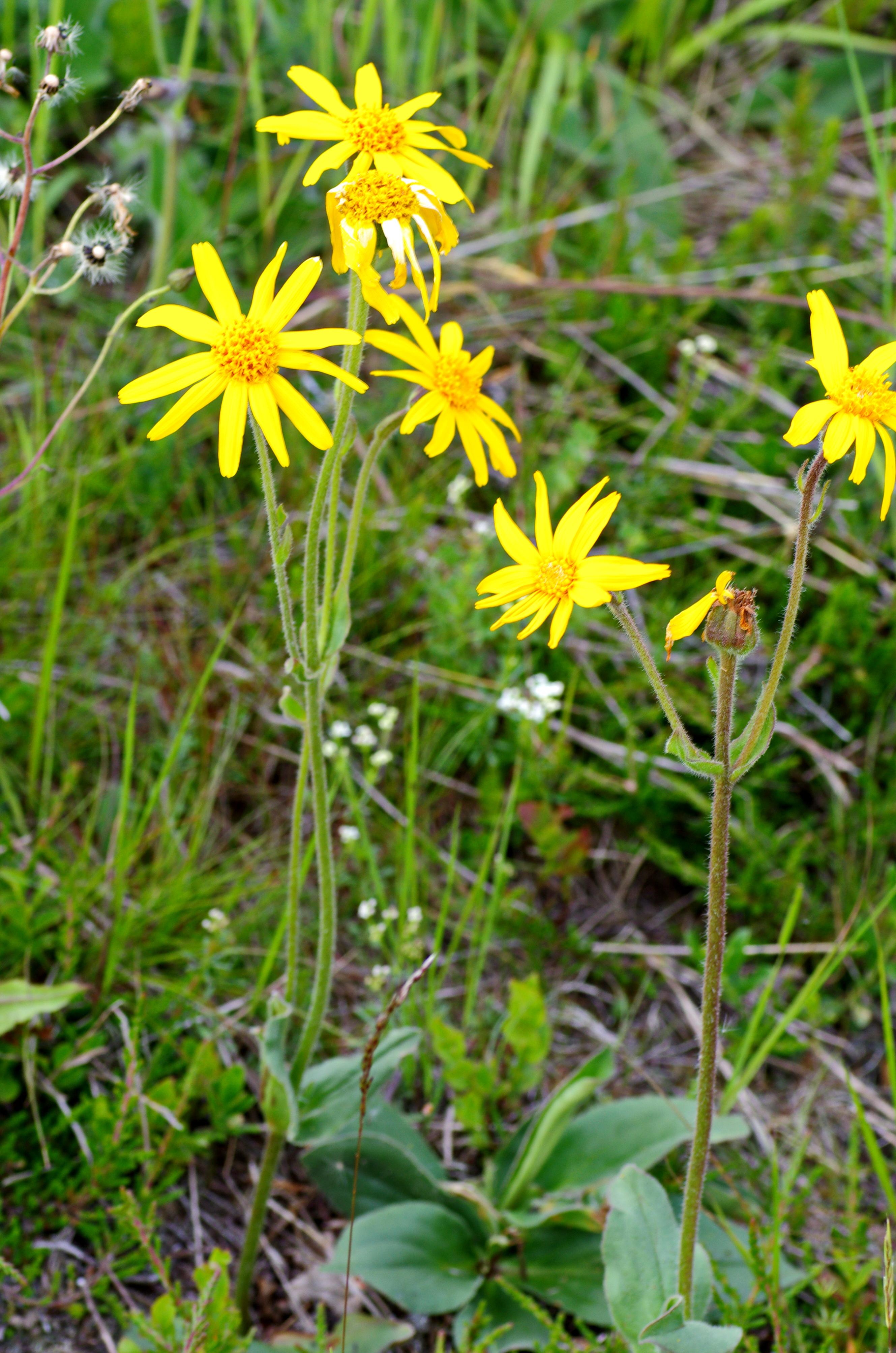
Prha arnika na lokalitě v červnu 2018
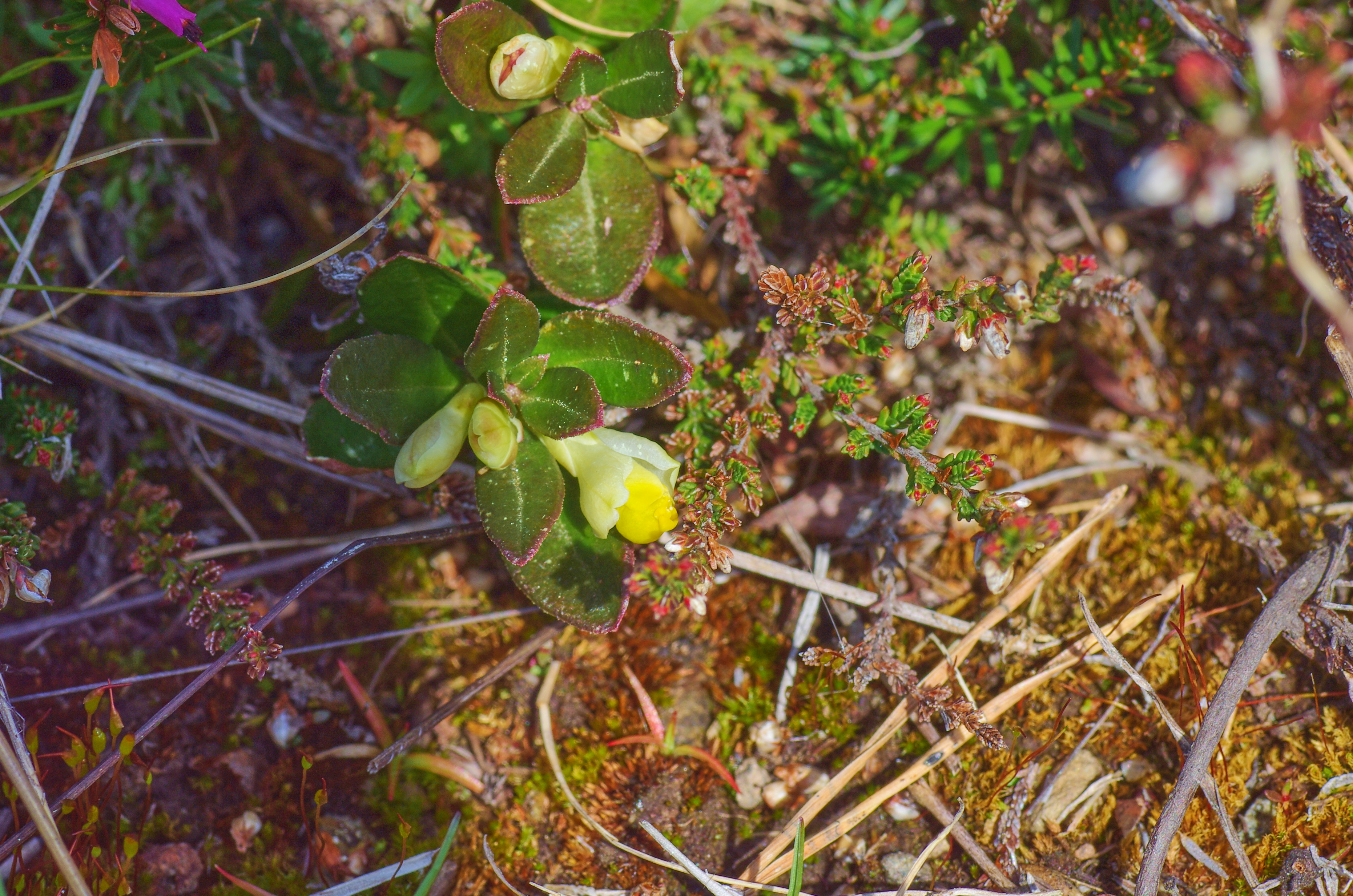
Zimostrázek alpský na lokalitě v dubnu 2023